# Churrasqueira

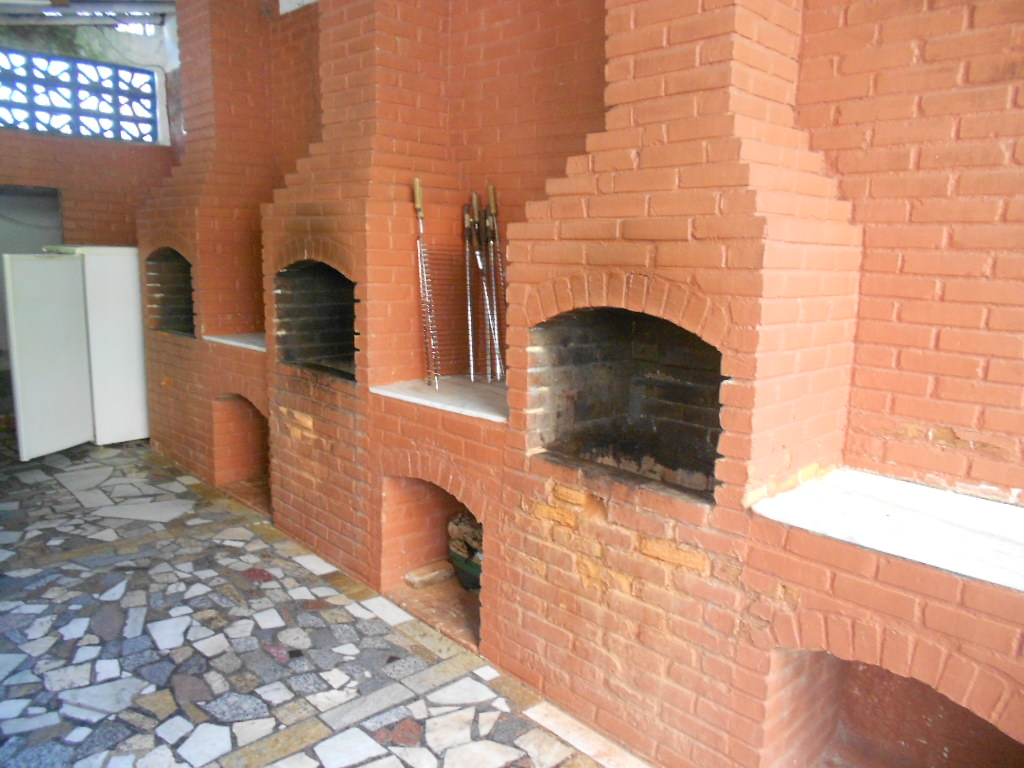
Exemplo de churrasqueira feita de tijolos e que usa espetos

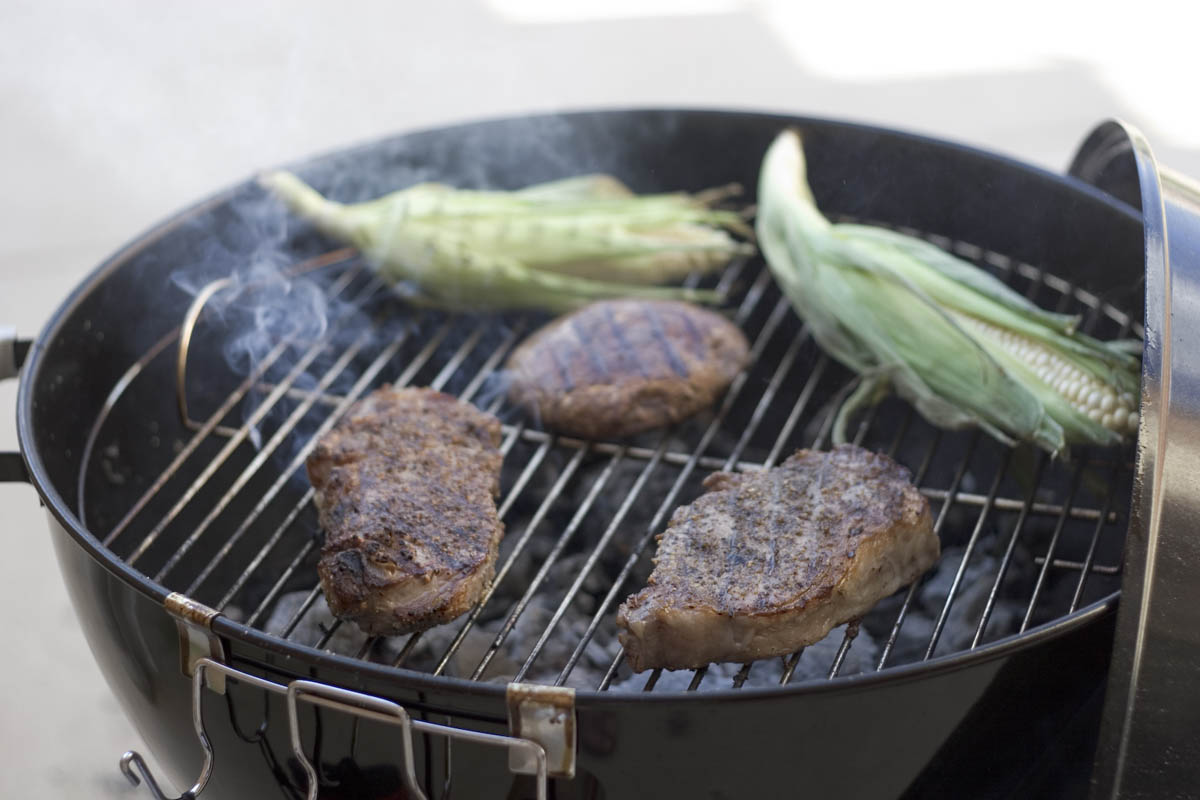
Uma churrasqueira a carvão

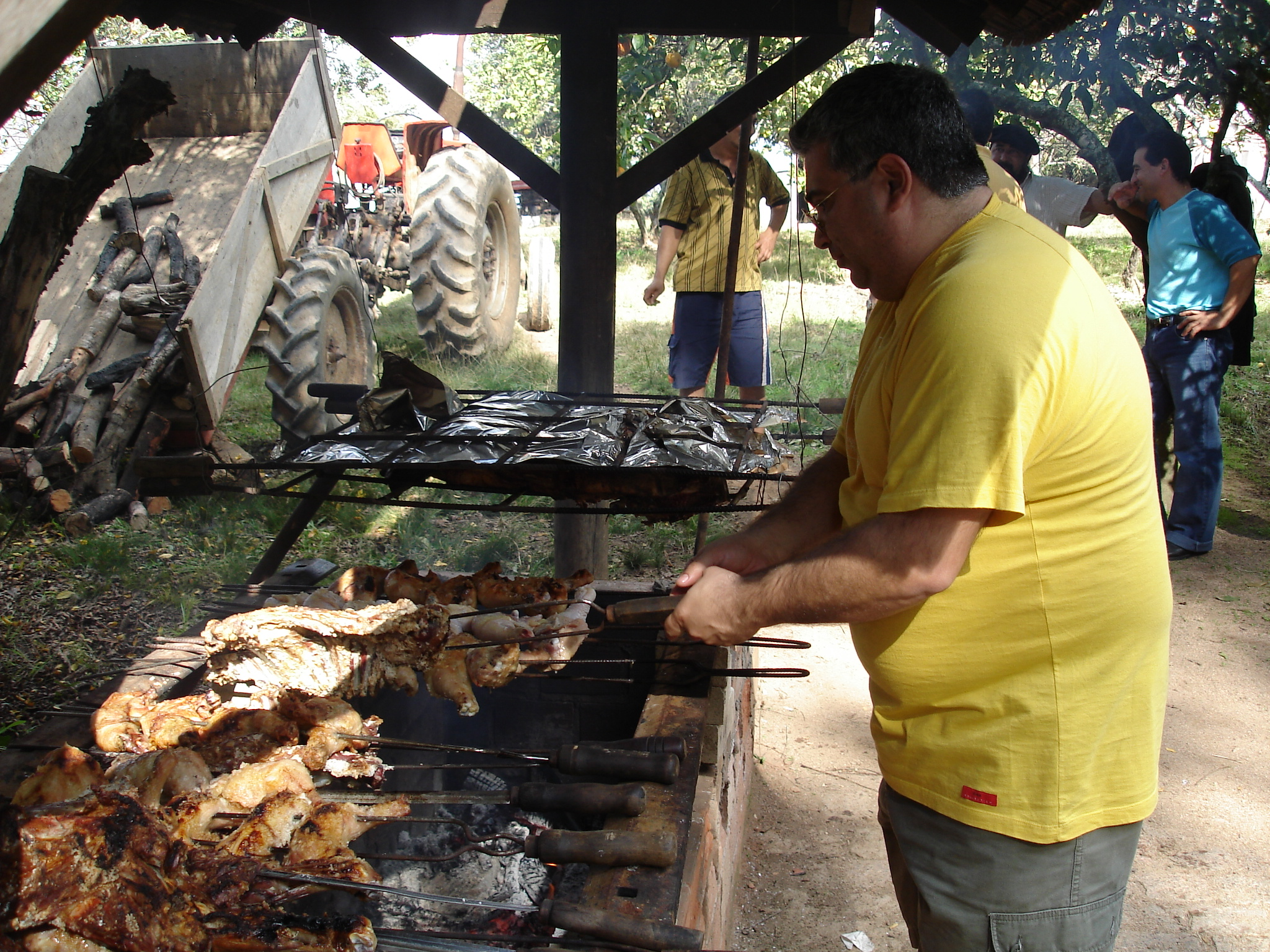
Churrasco campeiro

A churrasqueira ou grelhador (ou ainda fogão a carvão) é o principal utensílio culinário utilizado nos churrascos. É um tipo de fogão em que toda a superfície superior é uma grelha colocada sobre uma fonte de fogo aberto, que pode ser lenha, carvão vegetal (o mais comum), gás ou até mesmo a electricidade.

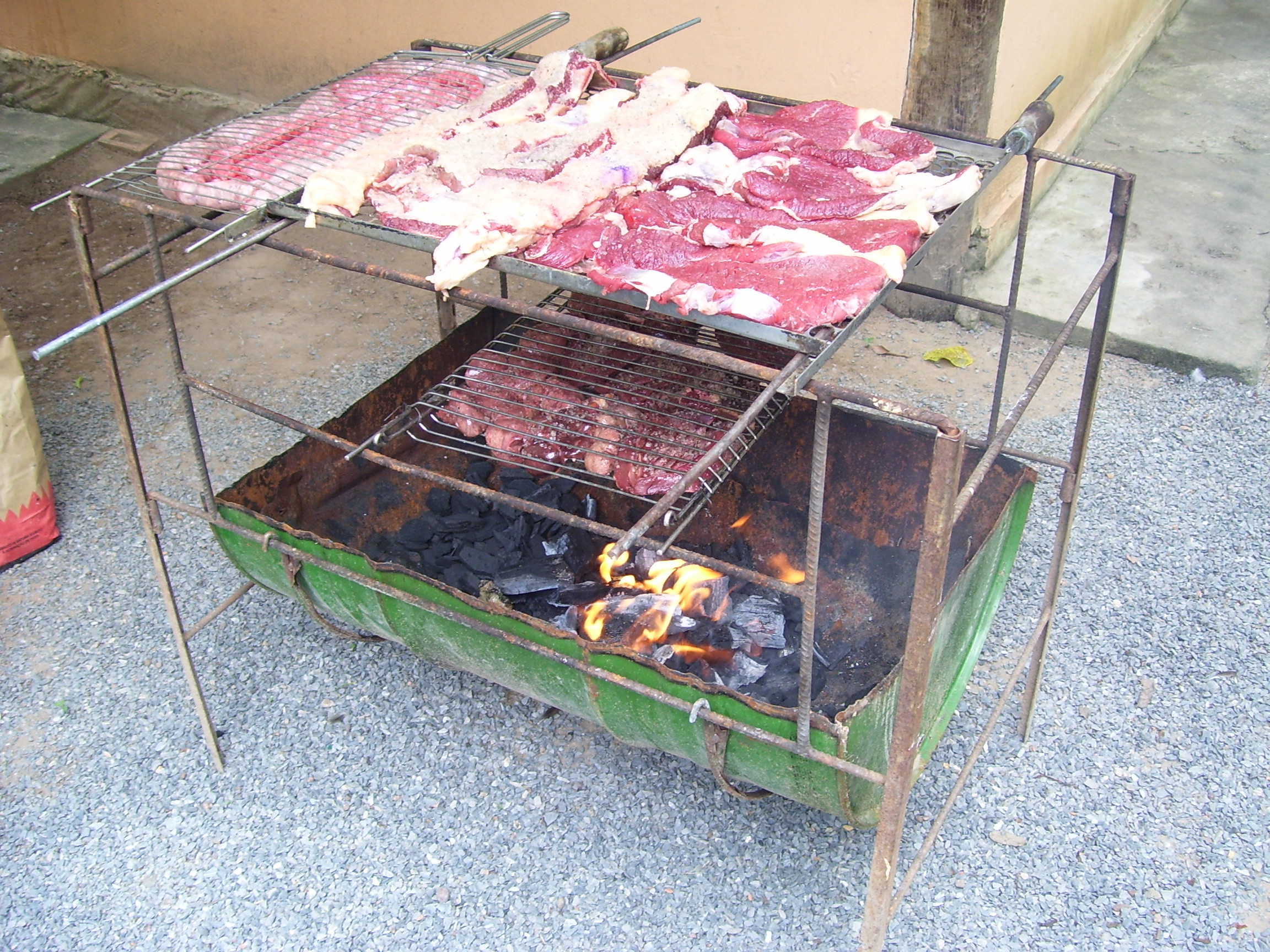
Uma churrasqueira de latão

 Também comum, é o uso de churrasqueiras feitas de tijolos, nas quais a carne é colocada em espetos para que fique suspensa sobre o fogo. Este último tipo é o mais comum na região sul do Brasil.
Pode improvisar-se uma churrasqueira num piquenique, mas normalmente usam-se churrasqueiras que duram mais tempo, desde as que se constroem com tijolos ou com a metade de um tambor de aço (como mostra a figura à esquerda) e que ficam fixas no quintal, até às pequenas churrasqueiras portáteis e desmontáveis ou as que são construídas com rodas e com lugar para uma garrafa de gás e para outros utensílios necessários ao churrasco, como a pinça para virar a carne, a espátula para a despegar da grelha, etc.
Muitas churrasqueiras permitem que se modifique a altura da grelha, de acordo com a força do fogo e outras têm mesmo um ou vários espetos, por vezes com um pequeno motor para os fazer girar.

## História nas Américas
Grelhar existe nas Américas desde os tempos pré-coloniais. O povo arawak da América do Sul assava carne em uma estrutura de madeira chamada barbacoa em espanhol. Durante séculos, o termo barbacoa se referia à estrutura de madeira e não ao ato de grelhar, mas acabou sendo modificado para barbecue em inglês (churrasco em português). Também foi aplicado às técnicas de cozinha em estilo pit agora frequentemente usadas no sudeste dos Estados Unidos. As churrasqueiras foram originalmente usadas para cozinhar lentamente porcos; no entanto, diferentes maneiras de preparar os alimentos levaram a variações regionais.
Edward G. Kingsford inventou o moderno briquete de carvão. Kingsford era parente de Henry Ford, que lhe atribuiu a tarefa de estabelecer uma fábrica de peças de automóveis e uma serraria da Ford no norte de Michigan, um desafio que Kingsford abraçou. A comunidade local cresceu e recebeu o nome de Kingsford em sua homenagem. Kingsford percebeu que as linhas de produção do Modelo T da Ford estavam gerando uma grande quantidade de sobras de madeira que estavam sendo descartadas. Ele sugeriu à Ford que uma fábrica de carvão vegetal fosse estabelecida próxima à linha de montagem para processar e vender carvão com o nome Ford nas concessionárias da Ford. Vários anos após a morte de Kingsford, a empresa química foi vendida a empresários locais e rebatizada de Kingsford Chemical Company.

George Stephen criou o icônico design da grade hemisférica, jocosamente chamado de "Sputnik" por seus vizinhos. Stephen, um soldador, trabalhava para a Weber Brothers Metal Works, uma fábrica de metais preocupada principalmente em soldar esferas de aço para fazer bóias . Stephen estava cansado do vento soprando cinzas em sua comida quando grelhou, então pegou a metade inferior de uma bóia, soldou três pernas de aço nela e fabricou um hemisfério mais raso para usar como tampa. Ele levou os resultados para casa e, após algum sucesso inicial, fundou a Weber-Stephen Products Company .

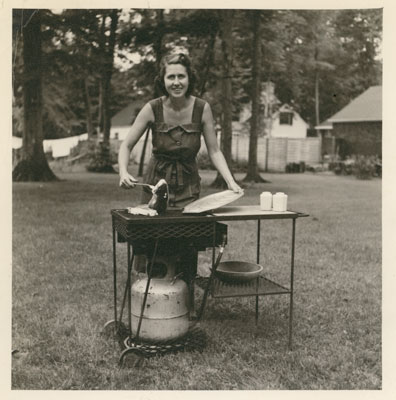
O LazyMan Model AP, o primeiro grelhador a gás portátil do mundo. Tirada durante o verão de 1954

A churrasqueira a gás foi inventada no final da década de 1930, por Don McGlaughlin, proprietário da Chicago Combustion Corporation, hoje conhecida como LazyMan. McGlaughlin inventou a primeira grelha embutida da bem-sucedida grelha a gás chamada BROILBURGER. Essas primeiras churrasqueiras LazyMan foram comercializadas como "grelhadores a gás do tipo carvão em fogo aberto", que apresentavam "carvão permanente", também conhecido como rocha de lava. Na década de 1950, a maioria das residências não tinha churrasqueira, então o termo assadeira foi usado para fins de marketing em estabelecimentos comerciais. O projeto do assador aberto a gás foi adaptado na primeira churrasqueira a gás portátil em 1954 pela Chicago Combustion Corporation como o Modelo AP.

## Churrasqueiras elétricas

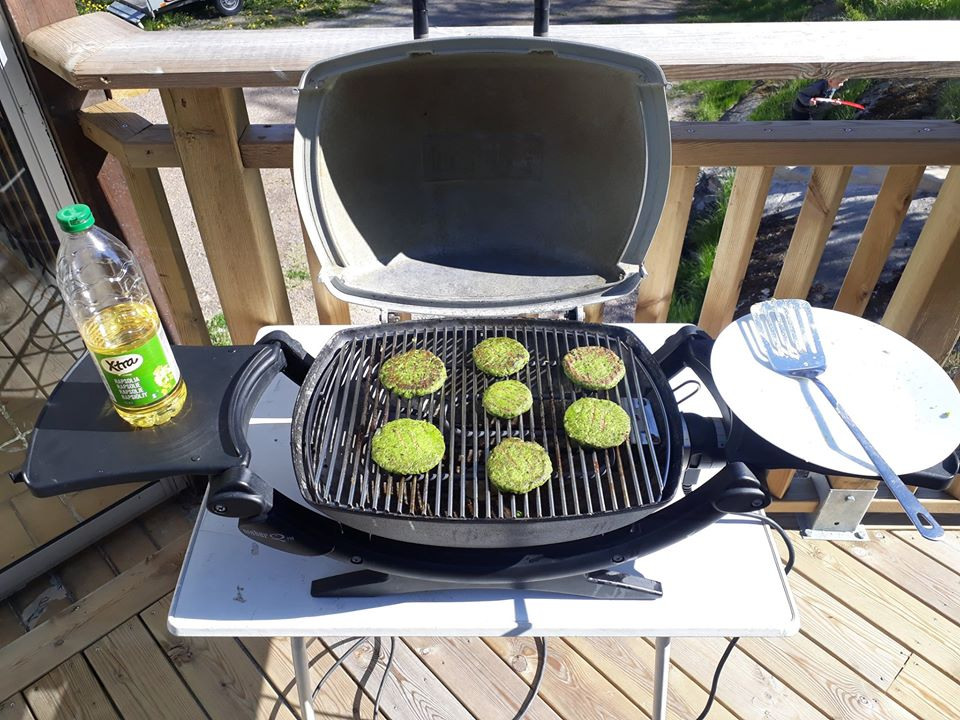
Grelha elétrica em uso

Com grelha elétrica, o aquecimento provém de resistência elétrica. Nem carvão nem briquetes são necessários, somente um ponto de energia para liga-la. Por não produzir fumaça, é adequado para ambientes fechados ou que não é permitido o uso de fogo. Existem modelos que vem com tampa para servir de abafador, há modelos que vem com um recipiente interno para colocar uma pequena quantidade de carvão

## Churrasqueiras a gás

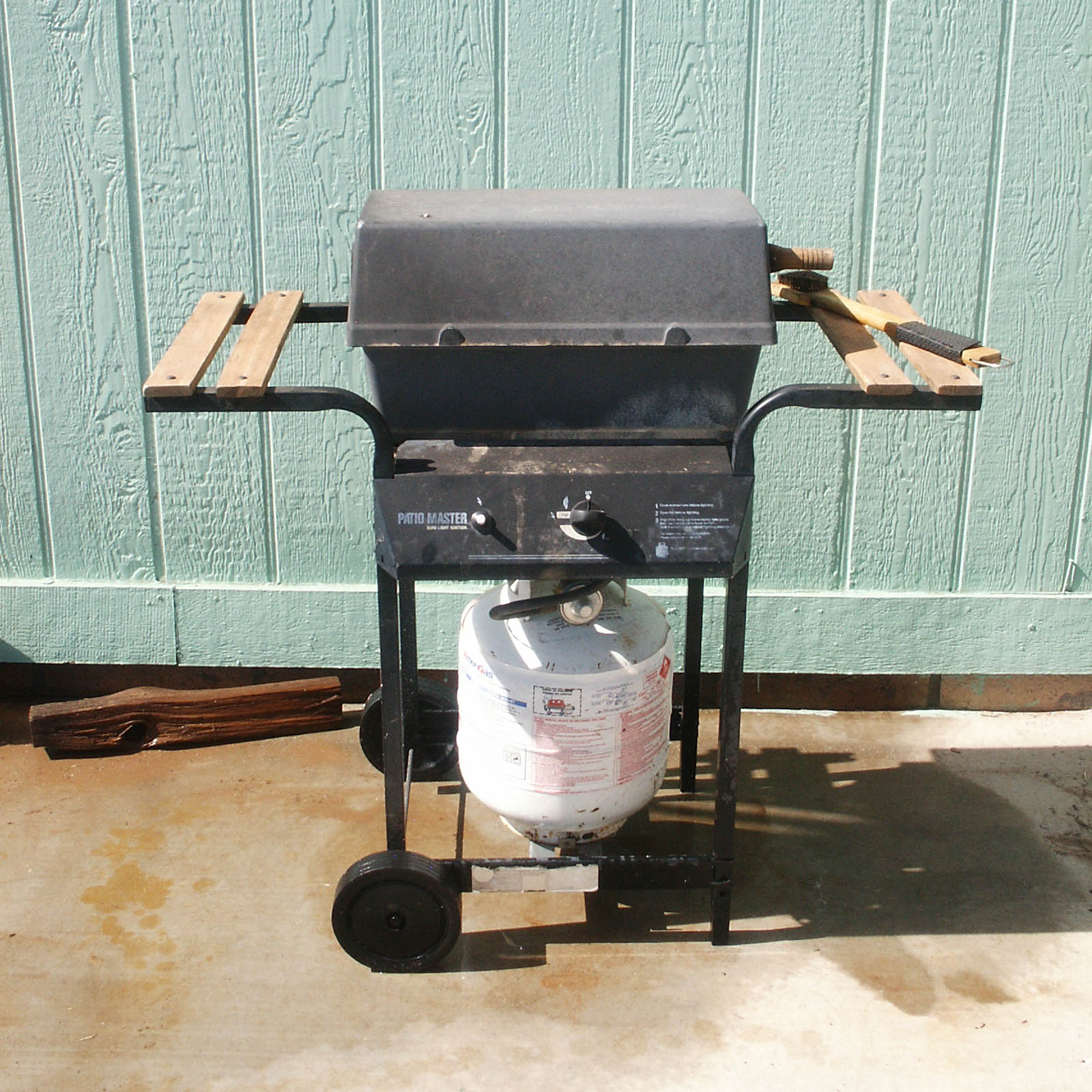
Uma churrasqueira a gás com um único queimador que está em conformidade com o design da grade do carrinho comum entre as churrasqueiras a gás.

Churrasqueiras a gás normalmente usam propano, butano ou gás natural como fonte de combustível, com a chama do gás cozinhando alimentos diretamente ou aquecendo elementos de grelha que, por sua vez, irradiam o calor necessário para cozinhar os alimentos. As churrasqueiras a gás estão disponíveis em tamanhos que vão desde pequenas churrasqueiras de bife simples até churrasqueiras de restaurante de grande dimensão industrial, que são capazes de cozinhar carne suficiente para alimentar cem ou mais pessoas. Algumas churrasqueiras a gás podem ser alternadas entre o uso de gás de petróleo liquefeito e gás natural combustível, embora isso exija a alteração física dos principais componentes, incluindo queimadores e válvulas reguladoras.
A maioria das churrasqueiras a gás segue o conceito de design da grade do carrinho: a própria unidade da churrasqueira é fixada em uma estrutura com rodas que segura o tanque de combustível. A estrutura com rodas também pode suportar mesas laterais, compartimentos de armazenamento e outros recursos.
Uma tendência recente em churrasqueiras a gás é os fabricantes adicionarem um queimador infravermelho radiante na parte de trás da caixa da churrasqueira. Este queimador radiante fornece um calor uniforme em todo o queimador e deve ser usado com uma churrasqueira horizontal. Um item de carne (frango inteiro, carne assada, lombo de porco assado) é colocado em um espeto de metal que é girado por um motor elétrico. Cortes menores de carne podem ser grelhados dessa maneira, usando uma cesta de metal redonda que desliza sobre o espeto de metal.
Outro tipo de churrasqueira a gás que está ganhando popularidade é a chamada churrasqueira plana. De acordo com a revista Hearth and Home, grelhadores planos "nos quais os alimentos cozinham em uma superfície semelhante a uma grelha e não são expostos a chamas" são uma tendência emergente no mercado de grelhados ao ar livre.

## Grelhas infravermelhas

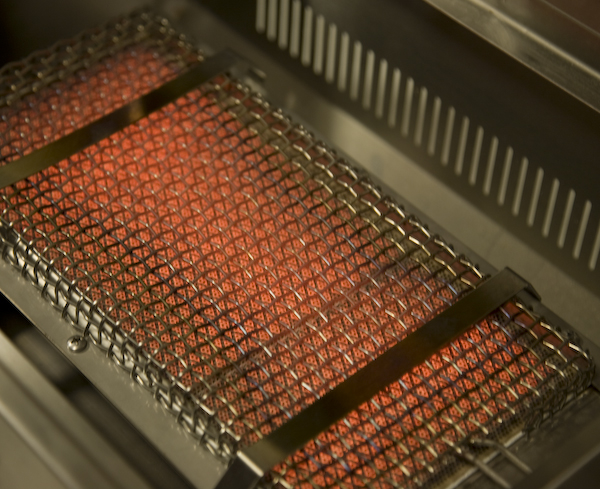
Um queimador de grade infravermelho aceso, vendo apenas o espectro de luz visível.

As grades infravermelhas funcionam acendendo um combustível a gás para aquecer uma placa de cerâmica, fazendo com que ela emita radiação infravermelha pela qual o alimento é cozido. A radiação térmica é gerada quando o calor do movimento de partículas carregadas dentro dos átomos é convertido em radiação eletromagnética na faixa de frequência de calor infravermelho. As churrasqueiras infravermelhas permitem que os usuários ajustem mais facilmente a temperatura de cozimento do que as churrasqueiras a carvão, e geralmente são capazes de atingir temperaturas mais altas do que as churrasqueiras a gás padrão, tornando-as populares para selar itens rapidamente.

## Churrasqueiras a carvão
As churrasqueiras a carvão usam briquetes de carvão ou carvão vegetal natural como fonte de combustível. Quando queimado, o carvão se transforma em brasas, irradiando o calor necessário para cozinhar os alimentos.
Existem muitas configurações diferentes de grelhadores a carvão. As grades podem ser quadradas, redondas ou retangulares, algumas têm tampas e outras não, e podem ou não ter um sistema de ventilação para controle de calor. A maioria das churrasqueiras a carvão, no entanto, se enquadra nas seguintes categorias:

### Braseiro

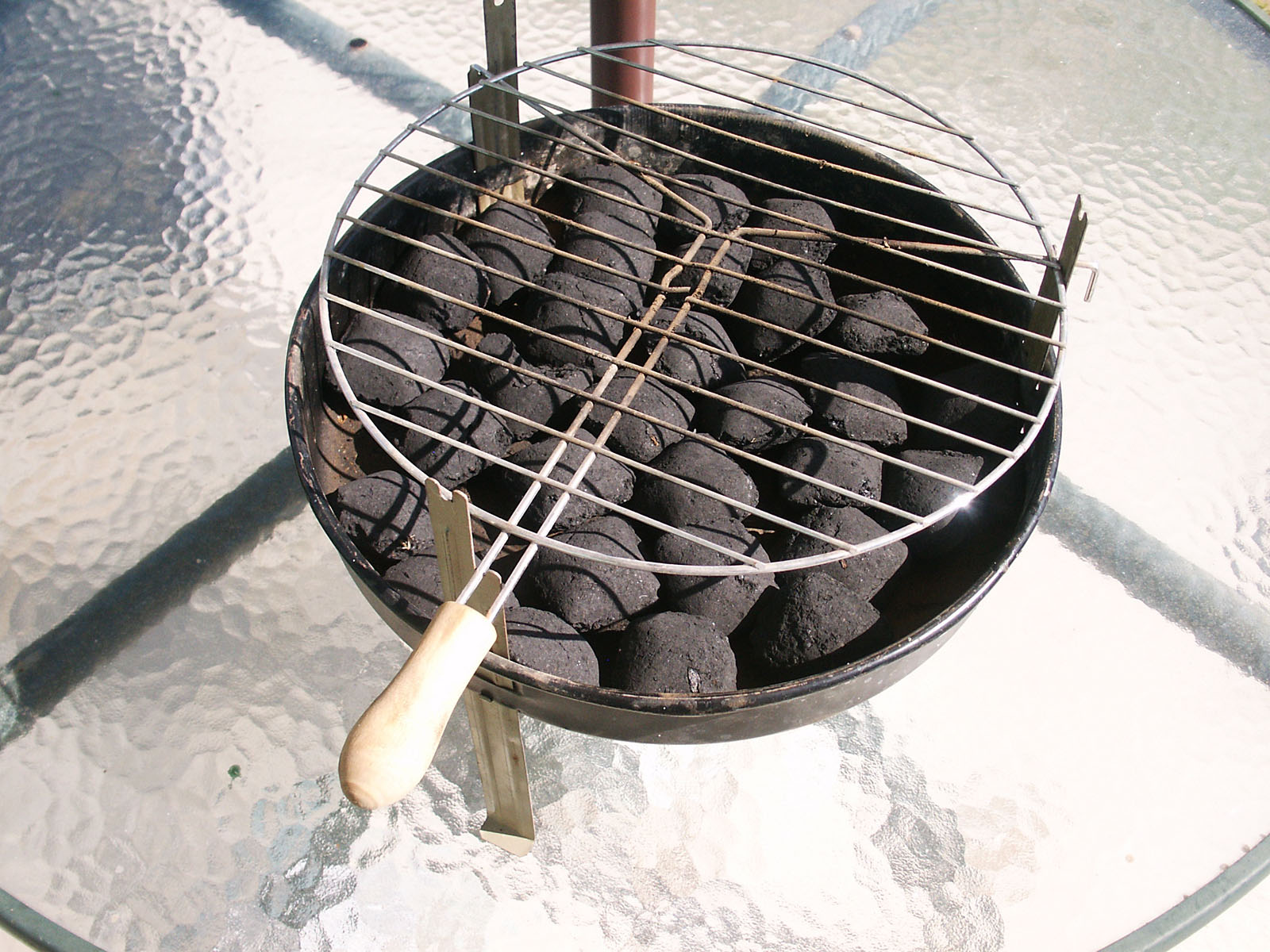
Uma grelha de braseiro carregada com briquetes de carvão fresco

O mais simples e mais barato das churrasqueiras a carvão, o grelhador do braseiro é feito de arame e folha de metal e composto por uma grelha colocada sobre uma frigideira de carvão. Normalmente, a grelha é sustentada por pernas presas à bandeja de carvão. A grelha do braseiro não possui tampa ou sistema de ventilação. O calor é ajustado movendo a grelha de cozimento para cima ou para baixo sobre a bandeja de carvão. Mesmo depois que George Stephen inventou a grelha no início dos anos 1950, a grelha do braseiro permaneceu um tipo de grelha a carvão dominante por vários anos. As churrasqueiras braseiras estão disponíveis na maioria das lojas de departamentos.

### Churrasqueira compellets
As Churrasqueiras de pellets são alimentadas por pellets de madeira comprimida (serragem comprimida com óleo vegetal ou água a aproximadamente 10k psi) que são carregados em um funil e alimentados em uma caixa de fogo na parte inferior da grelha por meio de uma broca elétrica que é controlada por um termostato. Os pellets são acesos por uma barra de ignição elétrica que começa a queima-los e se transformam em carvão na fornalha quando queimam. A maioria das grelhas da pellets tem a forma de um barril com uma caixa quadrada na extremidade ou lateral.
A tecnologia de pellets é amplamente utilizada no aquecimento doméstico em certas partes da América do Norte. Madeiras mais suaves, incluindo pinho, são frequentemente utilizadas para aquecimento doméstico. Os pellets para aquecimento doméstico não são adequados para cozinhar e não devem ser usados em grelhadores de pellets.

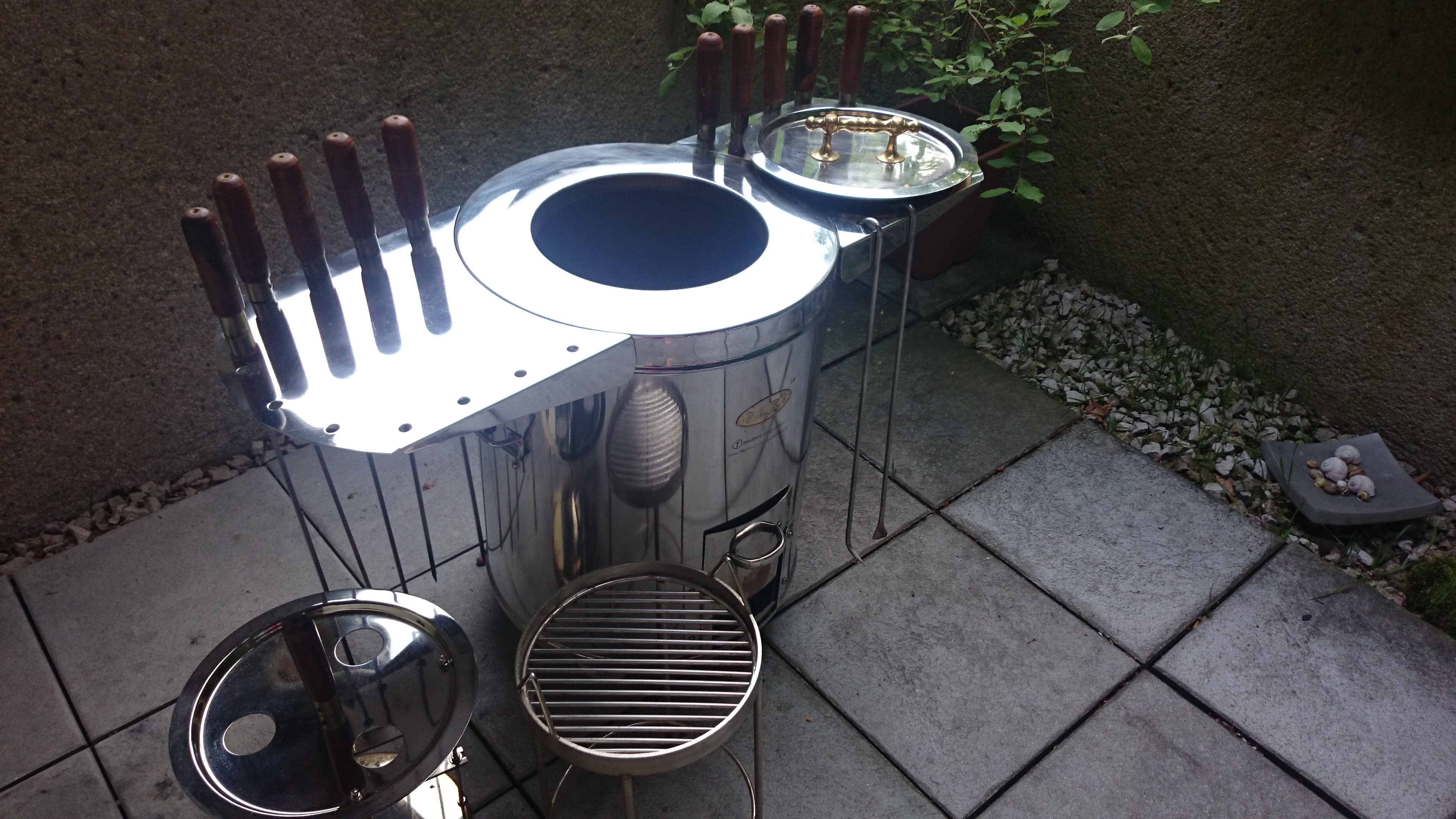
Tandoor

### Forno Tandoor
Um tandoor é usado para cozinhar certos tipos de comida iraniana, indiana e paquistanesa, como frango tandoori e naan. Em um tandoor, o fogo de lenha é mantido no fundo do forno e os alimentos a serem cozidos são colocados em espetos compridos e inseridos no forno por uma abertura na parte superior, de forma que as carnes fiquem acima das brasas. Este método de cozimento envolve grelhar e cozinhar no forno, pois a carne a ser cozida recebe tanto o alto calor infravermelho direto quanto o calor do ar no forno.

### Churrasqueiras a carvão portáteis

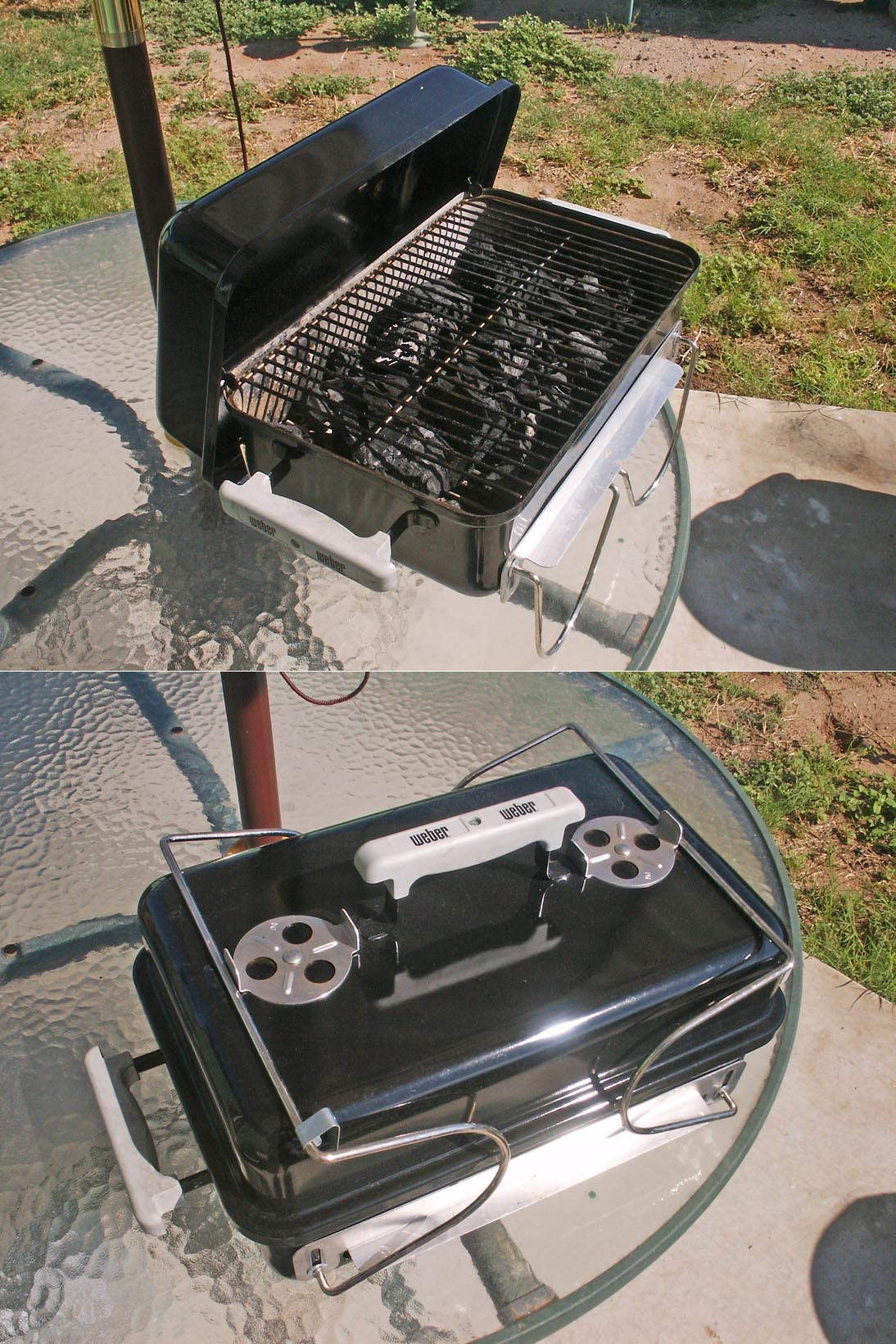
As churrasqueiras portáteis a carvão são pequenas, mas convenientes para viajar, fazer piqueniques e acampar. Este está carregado com carvão. As pernas dobram-se e bloqueiam-se na tampa para que possa ser transportado pela pega da tampa

A churrasqueira a carvão portátil normalmente se enquadra na categoria do braseiro. Uma churrasqueira a carvão portátil é compacta e possui recursos que facilitam o transporte, tornando-a uma churrasqueira popular para uso outdoor. Frequentemente, as pernas se dobram e travam no lugar, de forma que a grade caiba no porta-malas do carro com mais facilidade. A maioria das churrasqueiras a carvão portáteis tem ventilação, pernas e tampas, embora alguns modelos não tenham tampas (o que os torna, tecnicamente, braseiros) Existem também grades projetadas sem ventilação para evitar a precipitação de cinzas para uso em locais onde as cinzas podem danificar as superfícies do solo. Algumas churrasqueiras portáteis são projetadas para replicar a função de uma grelha / braseiro maior e mais tradicional e podem incluir assar no espeto, bem como um exaustor e áreas adicionais para grelha sob a área do exaustor.

## Híbridos
Um grelhador híbrido é um grelhador utilizado para cozinhar ao ar livre com carvão e gás natural ou propano líquido e pode cozinhar da mesma maneira que um grelhador a gás tradicional ao ar livre. Os fabricantes afirmam que ele combina a conveniência de uma churrasqueira a gás externa com o sabor e as técnicas de cozimento de uma churrasqueira a carvão.
Além de fornecer o calor de cozimento, os queimadores a gás em uma grelha híbrida podem ser usados para iniciar rapidamente um fogo de carvão ou para estender a duração de uma sessão de cozimento de carvão.
Alguns dos fogões híbridos mais novos atendem mais ao mercado de preparação para emergências / sobrevivência com a capacidade de usar propano, carvão ou madeira. Geralmente, eles têm um queimador de propano que pode ser removido e substituído por carvão ou madeira como fonte de combustível. Muitos têm recursos semelhantes ao grelhador a carvão portátil com uma câmara de cozimento em forma de vulcão para eficiência, a capacidade de ser dobrado ou recolhido para ocupar menos espaço e um estojo de transporte para facilitar o transporte.

## Churrasqueiras comerciais
Uma churrasqueira comercial normalmente tem uma capacidade de cozimento maior do que as churrasqueiras domésticas tradicionais, além de apresentar uma variedade de acessórios para maior versatilidade. Os usuários finais de churrasqueiras comerciais incluem operações com fins lucrativos, como restaurantes, fornecedores de alimentos, vendedores de alimentos e operações de grelhar em feiras e exposições, torneios esportivos e outros eventos de caridade, bem como fogões de competição. A categoria se presta à originalidade, e muitas churrasqueiras comerciais apresentam designs exclusivos de seus respectivos fabricantes.

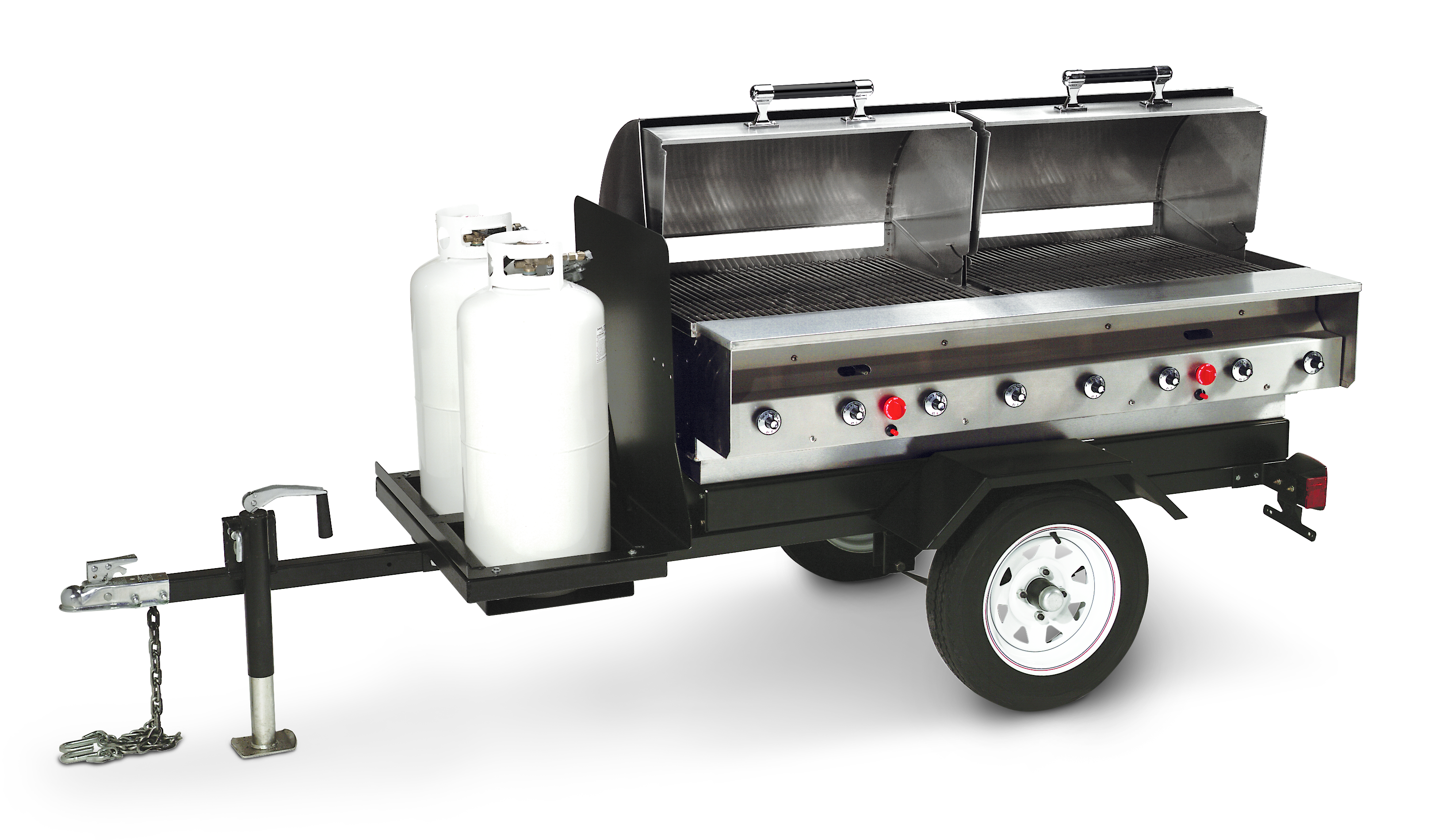
Churrasqueira Comercial Modelo Mobile-SLPX

As churrasqueiras comerciais podem ser fixas ou transportáveis. Um exemplo de churrasqueira fixa é uma churrasqueira embutida, para uso interno ou externo. Os materiais de construção incluem tijolos, argamassa, concreto, azulejos e ferro fundido. A maioria das churrasqueiras comerciais, no entanto, são móveis, permitindo que o operador leve a churrasqueira onde quer que esteja. As churrasqueiras comerciais transportáveis podem ser unidades com pernas removíveis, churrasqueiras dobráveis e churrasqueiras montadas inteiramente em reboques.
As churrasqueiras comerciais montadas em reboques variam de churrasqueiras básicas a churrasqueiras e fumantes, a unidades especializadas de assar que cozinham porcos inteiros, frango, costelas, milho e outros vegetais.

## Peças
Muitos componentes da churrasqueira a gás podem ser substituídos por peças novas, aumentando a vida útil da churrasqueira. Embora as churrasqueiras a carvão possam às vezes exigir novas grades de cozimento e grades de carvão, as churrasqueiras a gás são muito mais complexas e exigem componentes adicionais, como queimadores, válvulas e proteções térmicas.

### Queimadores
Um queimador de churrasqueira a gás é a fonte central de calor para cozinhar alimentos. Queimadores de grelha a gás são tipicamente construídos de: aço inoxidável, aço aluminizado ou ferro fundido, ocasionalmente revestido de porcelana.
Os queimadores são ocos com orifícios de entrada de gás e 'portas' de saída. Para cada entrada há um controle separado no painel de controle da churrasqueira. O tipo mais comum de queimadores de churrasqueira a gás são chamados de queimadores 'H' e se assemelham à letra 'H' maiúscula virada de lado. Outra forma popular é oval. Existem também queimadores 'Figura 8', 'Bowtie' e 'Barras'. Outras churrasqueiras têm um queimador separado para cada controle. Esses queimadores podem ser referidos como queimadores de tubo ou trilho. Em sua maioria, são retos, pois só precisam aquecer uma parte da grelha.
O gás é misturado ao ar em tubos de venturi. Venturis pode ser fixado permanentemente ao queimador ou removível. Na outra extremidade do venturi está a válvula de gás, que é conectada ao botão de controle na parte frontal da grelha.

### Grelha de cozinha
As grelhas são a superfície em que os alimentos são cozinhados no grelhador. Eles são normalmente feitos de:
- Aço inoxidável - geralmente a opção mais cara e mais duradoura, pode ter garantia vitalícia
- Ferro fundido revestido de porcelana - a segunda melhor opção depois do aço inoxidável, geralmente espesso e bom para tostar carne
- Aço revestido de porcelana - normalmente durará tanto quanto o ferro fundido revestido de porcelana, mas não tão bom para selar
- Ferro fundido - mais comumente usado para churrasqueiras a carvão, o ferro fundido deve ser revestido com óleo de cozinha entre os usos para protegê-lo da ferrugem
- Aço cromado - geralmente o material mais barato e de menor duração

Grelhas usadas em churrasqueiras a gás ou carvão permitirão que gordura e óleo caiam entre as grades. Isso pode fazer com que a gordura ou o óleo se acendam em uma 'erupção', cujas chamas podem enegrecer ou queimar os alimentos na grelha. Na tentativa de combater este problema, algumas churrasqueiras são equipadas com placas, defletores ou outros meios para desviar os fluidos inflamáveis que pingam dos queimadores.

### Grelha de pedra
Grades de pedra são colocadas diretamente acima do queimador e são projetadas para conter pedra vulcânica ou briquetes de cerâmica. Esses materiais têm um duplo propósito - protegem o queimador de respingos que podem acelerar a deterioração do queimador e dispersam o calor do queimador de maneira mais uniforme por toda a grelha.

### Escudo térmico
Os escudos de calor também são conhecidos como escudos de queimador, placas de calor, tendas de calor, escudos de radiação ou ângulos de calor. Eles têm o mesmo propósito que uma grelha, protegendo o queimador de respingos de carne corrosiva e dispersando o calor. Eles são mais comuns em grades mais recentes. Os escudos térmicos são mais leves, fáceis de substituir e abrigam menos bactérias do que as rochas. Como a pedra vulcânica ou os briquetes de cerâmica, os escudos térmicos também vaporizam os gotejamentos da carne e 'infundem' a carne com mais sabor.

### Válvulas
As válvulas podem se desgastar ou enferrujar e ser muito difíceis de operar, exigindo substituição. Uma válvula é diferente de um queimador, uma válvula de reposição geralmente deve ser uma combinação exata da original para se encaixar corretamente. Como consequência, muitas grades são descartadas quando as válvulas falham devido à falta de substitutos disponíveis.
Se uma válvula parece estar se movendo corretamente, mas nenhum gás está chegando ao queimador, a causa mais comum para isso são detritos nos tubos de venturi. Este impedimento pode ser eliminado usando um objeto longo e flexível.

### Capa
A capa para churrasqueira é um produto têxtil especialmente projetado para caber em uma churrasqueira de modo a protegê-la de elementos externos, como sol, vento, chuva e maresia, e de contaminantes externos, como poeira, poluição e fezes de pássaros
As capas para churrasqueiras são normalmente feitas com um revestimento externo de vinil e um forro interno resistente ao calor, bem como tiras ajustáveis para proteger a tampa em condições de vento. A cobertura pode ter uma superfície de poliéster, geralmente com revestimento de poliuretano na superfície externa, com forro de cloreto de polivinila.